# Gervais du Bus
Gervais du Bus ou Gervès du Bus est un écrivain français du début du XIVe siècle.

## Biographie
Les détails de sa vie sont mal connus : c’est un clerc d'origine normande ; de 1312 à 1315, il est chapelain d’Enguerrand de Marigny (1260-1315) jusqu’à son exécution, ministre de Philippe le Bel (1268-1314) ; en 1313 il devient notaire de la chancellerie royale et le reste jusqu’en 1338.
Il compose entre 1310 et 1314 le Roman de Fauvel, poème satirico-allégorique de 3 280 vers. C’est une œuvre en deux parties : seul le second livre est signé par une énigme qui cache le nom de Gervais du Bus et on a discuté l’attribution de la première partie à cet auteur.
Ce texte est un violent réquisitoire contre la corruption et les abus de pouvoir, et s'attaque aussi bien au pouvoir temporel du roi Philippe le Bel qu'au pouvoir spirituel du pape Clément V, à la corruption des nobles autant qu'à l'inconduite des ordres mendiants.
Il désigne le personnage principal par une énigme résumant tous les vices du personnage : 
«Flaterie si s’en derive…
Et puis en descent Avarice
Vilenie et variété
Et puis Envie et Lascheté…
Pren un mot de chacune lettre»
(le V ayant valeur de U au Moyen Âge).
Gervais du Bus affirme que le texte ne vise qu'à expliquer le sens des peintures l'accompagnant. Il semble que celle-ci n'aient été effectuées qu'après la composition du poème, notamment par Raoul Le Petit. Cette forme d'histoire en image sera redécouverte au XIXe siècle par Rodolphe Töpffer et  Christophe. Bien qu'une tradition continue de l'enluminure, des  miniatures et des narrations illustrées ait bien existé.